# فرودگاه بین‌المللی پکن

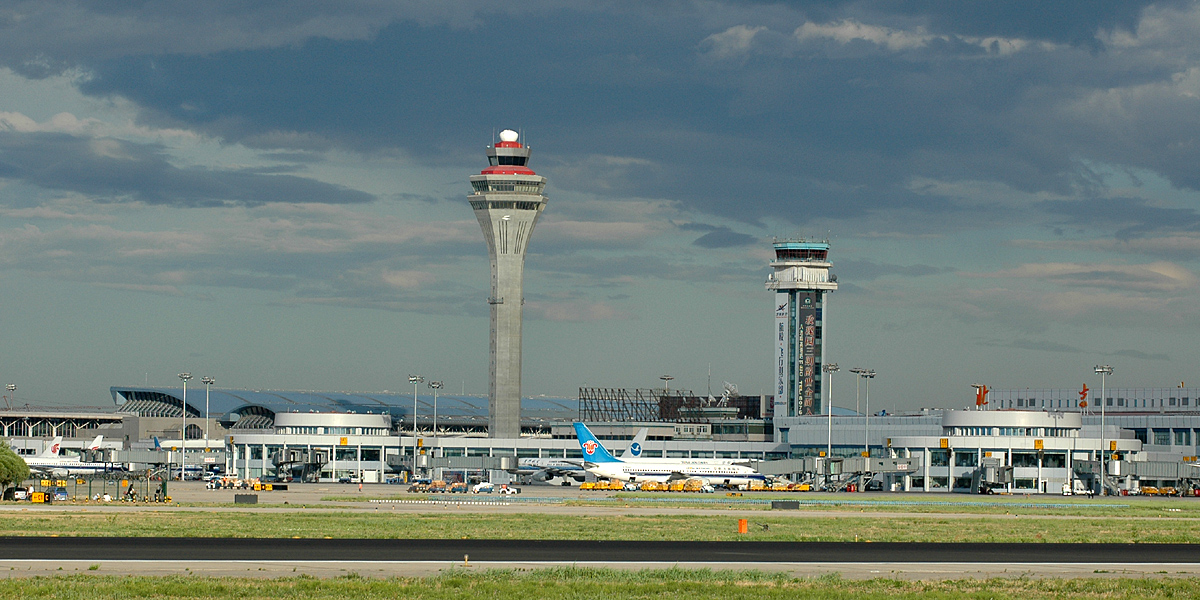
تصویری از برج اصلی فرودگاه بین‌المللی پکن.

فرودگاه بین‌المللی پکن (به چینی: 北京首都國際機場) فرودگاهی بین‌المللی است که در ۲۰ کیلومتری شمال شرقی شهر پکن، پایتخت جمهوری خلق چین واقع شده و پر رفت‌وآمدترین فرودگاه بین‌المللی این کشور محسوب می‌شود.
فرودگاه بین‌المللی پکن، مرکز هواپیمایی ایر چاینا محسوب می‌شود.

## شرکت‌های هواپیمایی و مقصدهای پروازی

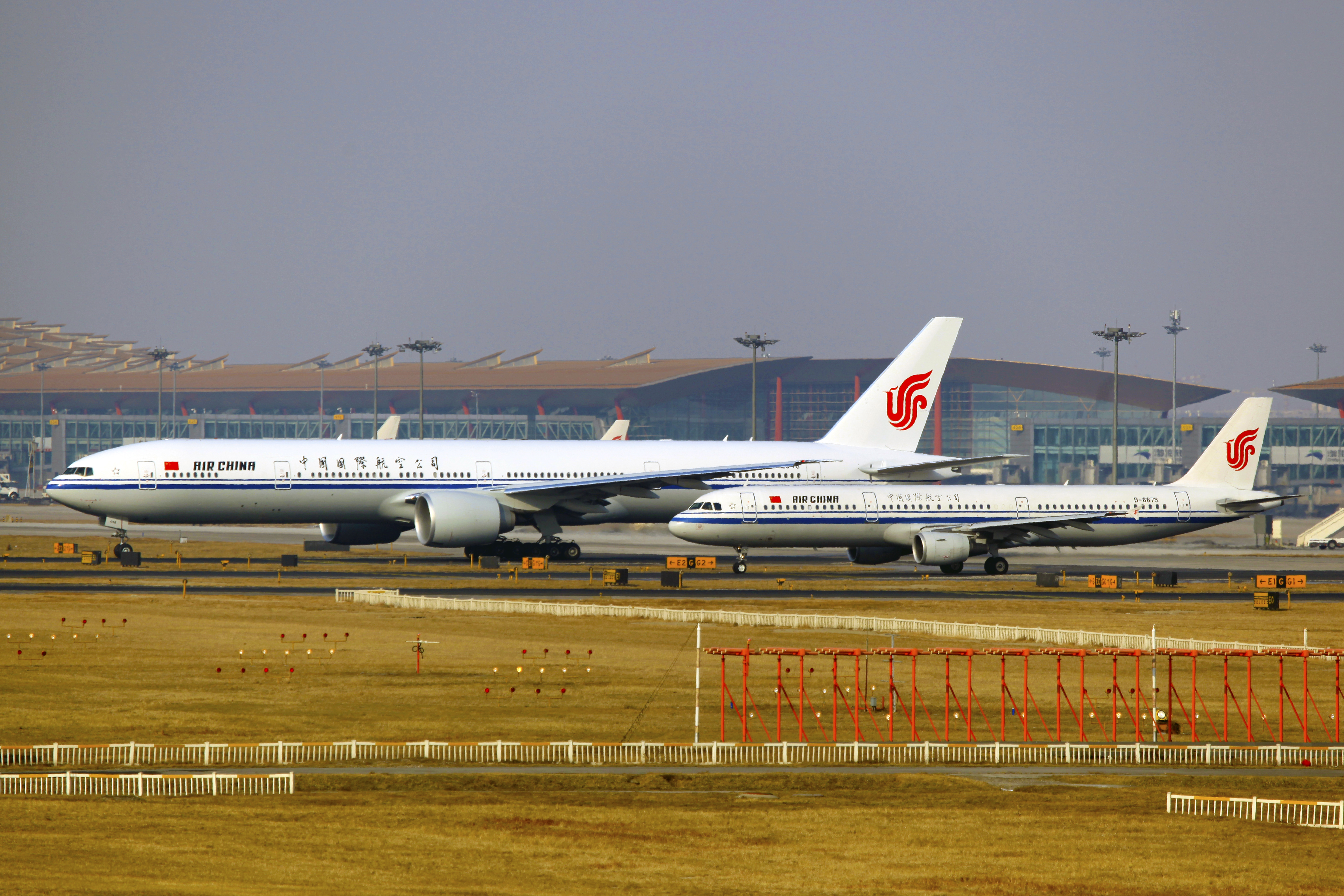
Air China aircraft at BCIA

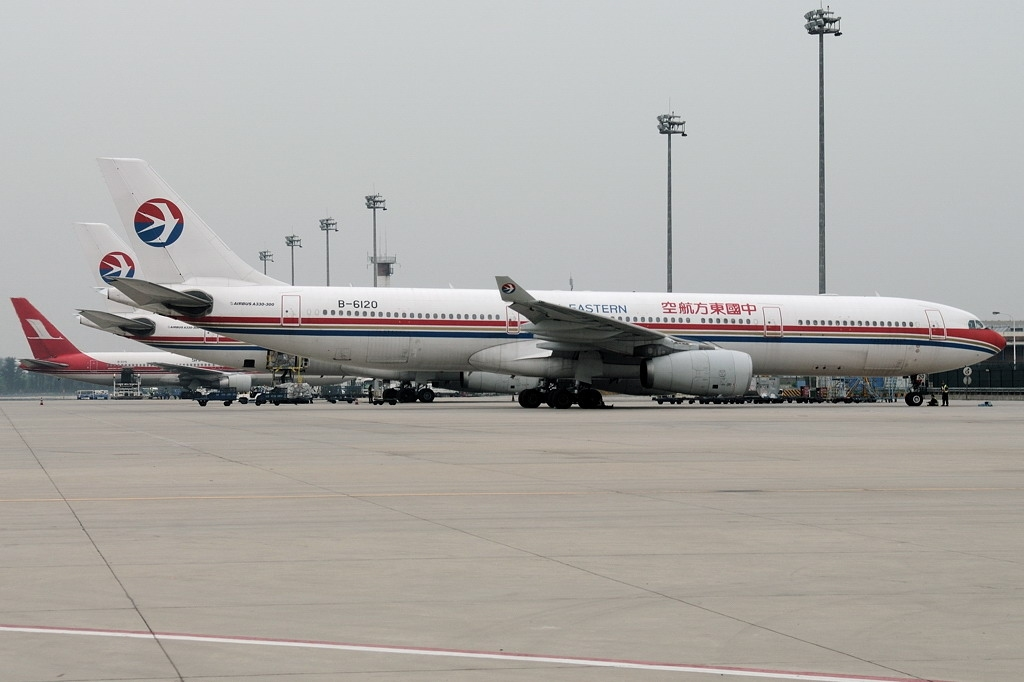
China Eastern Airlines aircraft at BCIA

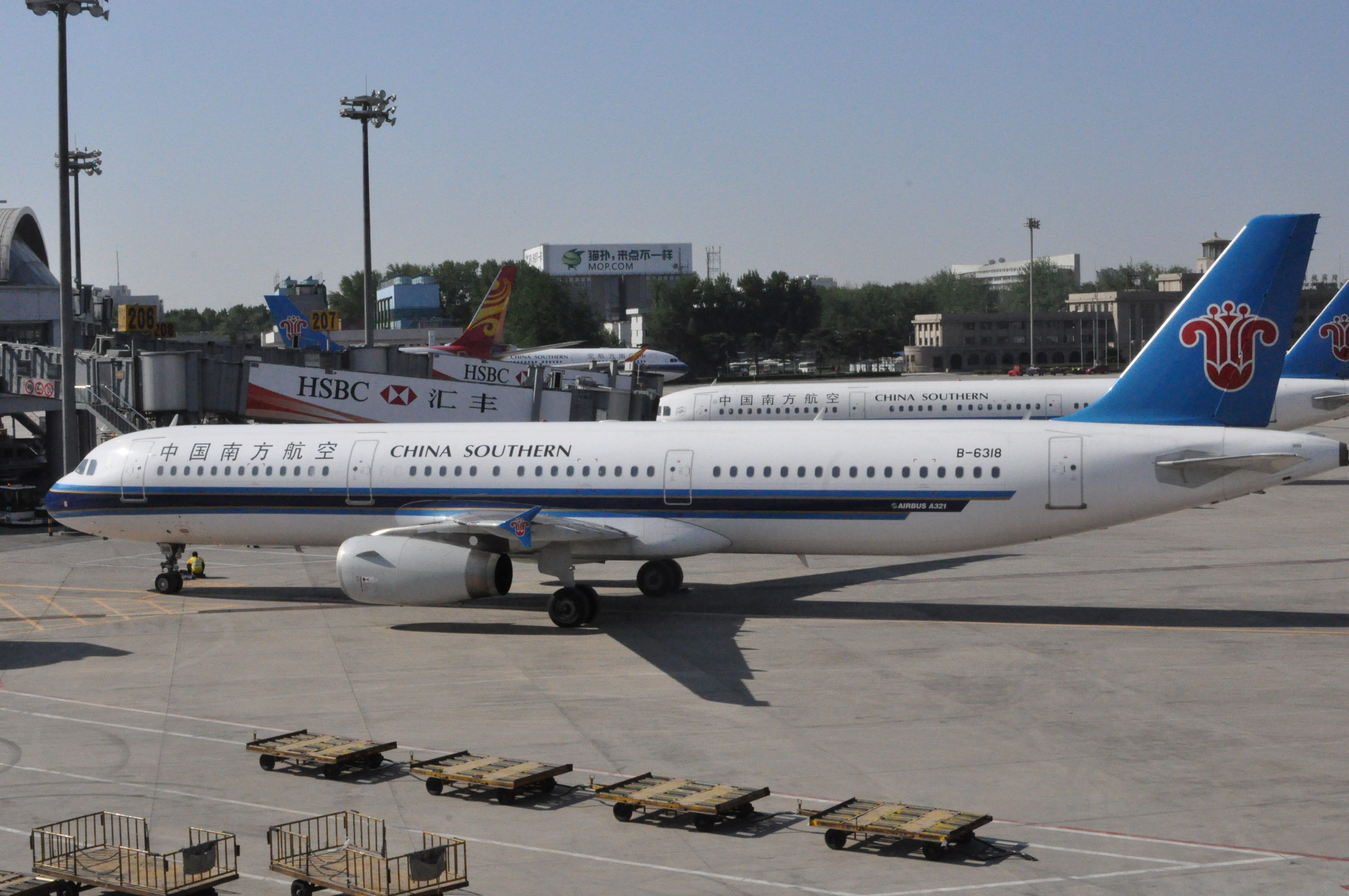
China Southern Airlines aircraft at BCIA

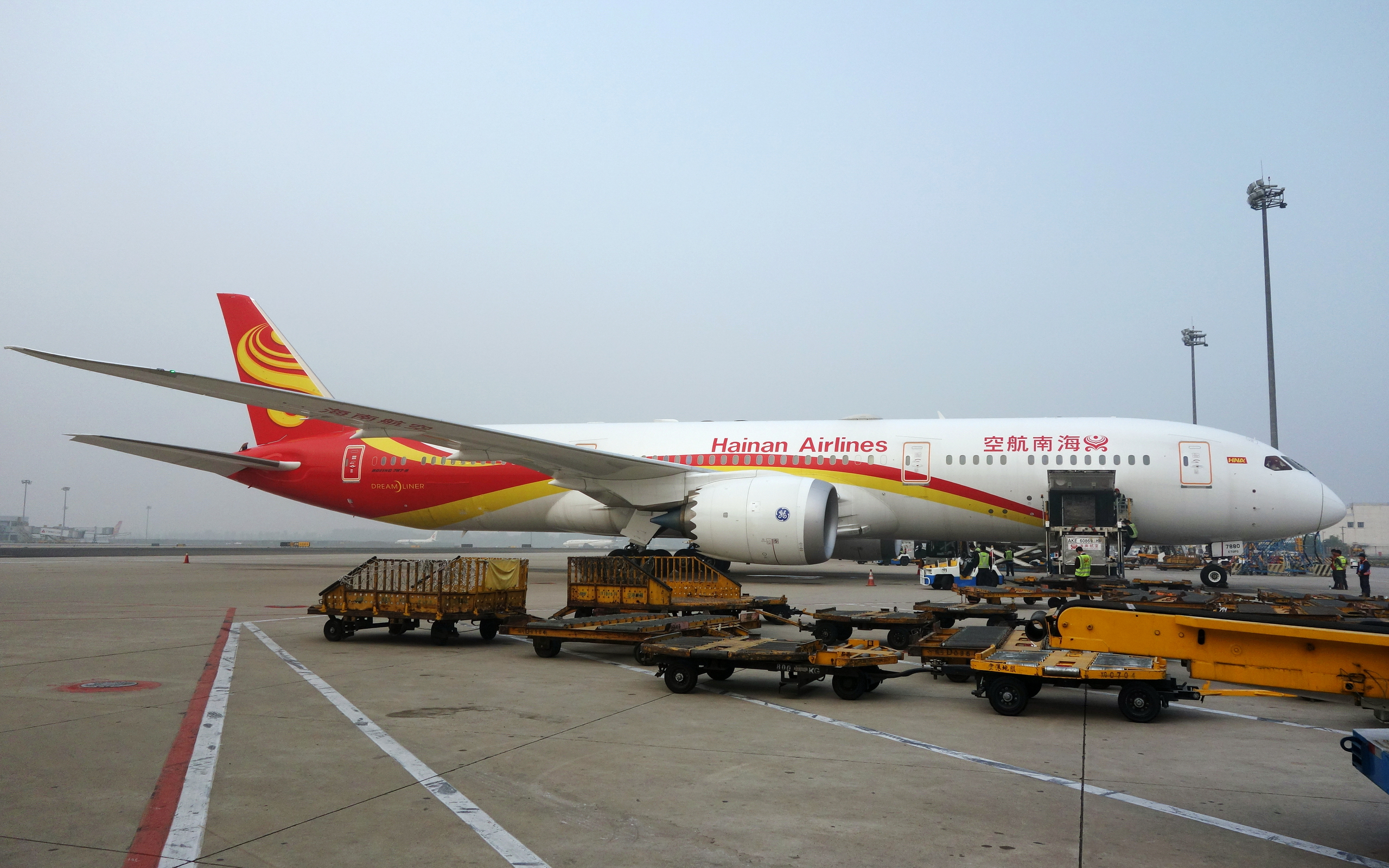
Hainan Airlines aircraft at BCIA

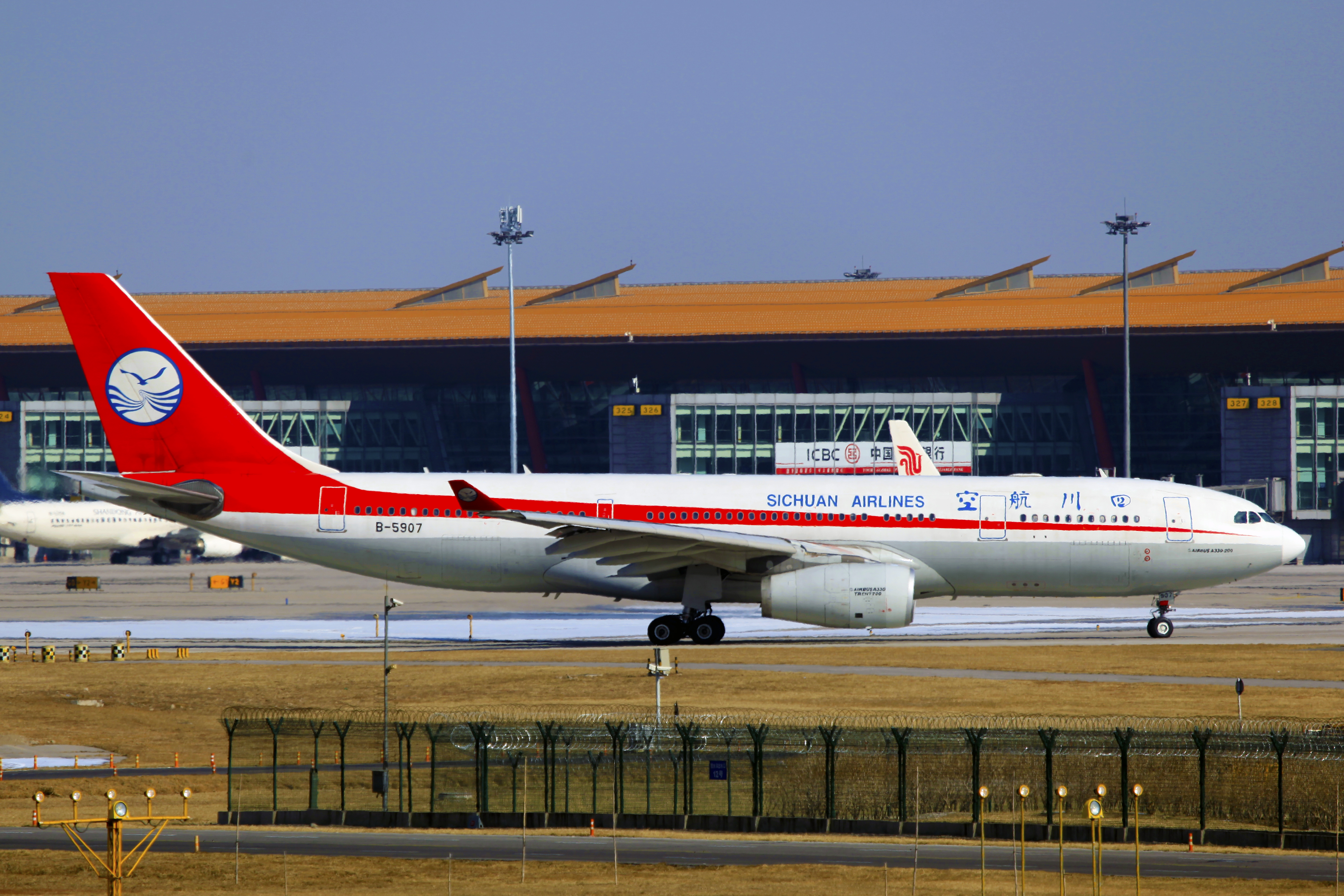
Sichuan Airlines aircraft at BCIA

### مسافری
| شرکت‌های هواپیمایی                               | مقصدهای پروازی |
| ----------------------------------------------- | --- |
| آئروفلوت                                        | شرمتیوو |
| آئروفلوت اجرا توسط آورورا                       | ولادی‌وستوک فصلی: خاباروفسک ناوی |
| ایرآسیا ایکس                                    | کوالالامپور |
| هواپیمایی الجزایر                               | هواری بومدین |
| ایر آستانه                                      | آلماتی، آستانه |
| ایر کانادا                                      | پیرسون تورنتو، ونکوور |
| ایر چاینا                                       | اکسو، آساهیکاوا، هوکایدو، آستانه، آتن، اوکلند، سووارنابومی، بائوتو ارلیبان، بارسلونا-ال پرات، بایانور، بیهای فوچنگ، بوداپست فرنک لیست، گیمهی، چانگچون لونگییا، چانگشا هوانگهوا، چانگجو بنیو، چاویانگ، چنگدو شوانگلیو، چیانگ مای، چایفنگ ایولونگ، کادالا، چنگچینگ ییانگبی، دئگو، دالی، دالیان ژووشویزی، داندونگ لنگتو، داکینگ سارتیو، داتنگ بییازاو، Dazhou، ایندیرا گاندی، دوبی، دون‌هوانگ، دوسلدورف، فرانکفورت، فوکوئوکا، فویانگ ژیگان، Fuyuan، فوژو چنگل، گانژو هوانگژین، ژنو، Guangyuan، بایون گوآنگجو، گایلین لیانگ‌جیانگ، لانگ‌دونگ‌بائو گوئی‌یانگ، هایکو میلان، هایلار دنگشان، هاکوداته، هامی، هانگجو ژیاشان، هاربین تایپینگ، خوزه مارتی، هفئی ژینگیاو، هیروشیما، تان سون نهات، هوهوت بایتا، هنگ کنگ، بین الملی هونولولو، ختن، جرج بوش، هونگشان تونکسی، بینظیر بوتو، سوئکارنو-هتا، ججو، جیاموسی دنگجیاو، جییانگوشان، جینگدژن لوییا، جینگانگشان، ییوژای هوانگلنگ، اولیور تامبو، جناح، کارامی، کاشغر، کورلا، کوالالامپور، کونمینگ چانگشوی، لانجو ژنگچوان، لهاسا گونگار، لیجیانگ سانی، Liupanshui، لیوژو بایلیان، هیترو لندن، لس‌آنجلس، مادرید-باراخاس، نینوی آکوئینو، ملبورن، Mianyang، میلانو مالپنسا، مینسک، مونترآل-پییر الیوت ترودو، شرمتیوو، مودانجیانگ هایلانگ، چاتراپاتی شیواجی، مونیخ، چوبو سنترایر، ناها، نانچانگ چانگبی، نانجینگ لوکو، نانینگ ووژو، نانتونگ زینگدونگ، جان اف کندی، لیبرتی نیوآرک، نینگبو لیشه، اوردوس ایجین هورو، کانزای، شارل دوگل پاریس، پوکت، کینگدائو لیوتینگ، کیکیهار سینجیازی، لئوناردو دا وینچی-فیومیچینو، سانفرانسیسکو، سانیا فونیکس، سائو پائولو گوارولوس، نیو چیتوز، سندای، گیمپو، اینچئون، شانگهای هونگچیائو، شانگهای پودنگ، شنینگ تخین، شنژن بن، چانگی سنگاپور، استکهلم-آرلاندا، سیدنی، تائویوان تایوان، ووسو تائی‌یوان، تایژو لوکیائو، هانه‌دا، ناریتا، تونگهوا سن‌یوانپو، Tongliao، تورپان جیائوهه، بویانت-اوخا، Ulanhot، اورومچی دیووپو، ونکوور، وین، شوپن ورشو، دالس واشینگتن، ویهای داشویبو، ونچو یونگچیانگ، ووهای، ووهان تیانهه، زیامن گائوچی، شی‌آن شیان‌یانگ، Xilinhot، سینینگ کائوجیابو، یانچنگ نانیانگ، یانگون، یانگژو تایژو، یانجی چائویانگ‌چون، یانتای چائوشوی، ییبین سایبا، ییچانگ سانگسیا، یینچوان هیدونگ، ینینگ، ایوو، Yuncheng، Zhangjiajie، ژان‌جیانگ، ژنگژو سین‌ژنگ، زوهای سانزاهو، زونی زینزهو، زوریخ فصلی: سونان |
| ایر چاینا اجرا توسط دالیان ایرلاینز             | دالیان ژووشویزی |
| ایر فرانس                                       | شارل دوگل پاریس |
| ایر کریو                                        | سونان |
| ایر ماکائو                                      | ماکائو |
| ایر موریشوس                                     | سر سیوساگور رامگولام |
| آلیتالیا                                        | لئوناردو دا وینچی-فیومیچینو |
| آل نیپون ایرویز                                 | کانزای، هانه‌دا، ناریتا |
| امریکن ایرلاینز                                 | اوهر شیکاگو، دالاس-فورت ورث، لس‌آنجلس (آغاز از ۷ نوامبر ۲۰۱۷) |
| آسیانا ایرلاینز                                 | گیمهی، چئونگ‌جو، موان، گیمپو، اینچئون |
| آسترین ایرلاینز                                 | وین |
| آذربایجان ایرلاینز                              | حیدر علی‌اف |
| بیجینگ کپیتال ایرلاینز                          | بائوتو ارلیبان، چئونگ‌جو، ارنهوت سیووسو، هایکو میلان، هایلار دنگشان، هانگجو ژیاشان، هوهوت بایتا، جیشی شینکاهو، لیجیانگ سانی، لیسبون پورتلا، ماکائو، ابراهیم نصیر، مانژولی ضیاجیاو، سانیا فونیکس، اورومچی دیووپو، زیامن گائوچی، ییچانگ سانگسیا |
| بریتیش ایرویز                                   | هیترو لندن |
| کامبوج انگکور ایر                               | سیم ریپ |
| دراگون‌ایر                                       | هنگ کنگ |
| کاتای پاسیفیک                                   | هنگ کنگ |
| سبو پسیفیک                                      | نینوی آکوئینو |
| چاینا ایرلاینز                                  | گاوشیونگ، تائویوان تایوان |
| هواپیمایی شرقی چین                              | آساهیکاوا، هوکایدو، باوشان، چانگجو بنیو، چایفنگ ایولونگ، دالی، دالیان ژووشویزی، ایندیرا گاندی، شاه‌جلال، دونگینگ شنگلی، دون‌هوانگ، انشی ژوجیپینگ، فوکوئوکا، بایون گوآنگجو, هایکو میلان، هانگجو ژیاشان، هانژونگ چنگو، هاربین تایپینگ، هفئی ژینگیاو، هوای‌ان لیانشوی، ججو، جیاگوداچی، جیایوگوان، جینینگ کوفو، کونمینگ چانگشوی، لانجو ژنگچوان، لهاسا گونگار، لیانیونگانگ بایتابو، لیجیانگ سانی، لینکانگ، لینی شابولینگ، لویانگ بیجیائو، لولیانگ، لوژو لانتیان، دیهونگ مانگشی، چوبو سنترایر، نانچانگ چانگبی، نانجینگ لوکو، نایپیداو، نینگبو لیشه، کانزای، Pu'er، کیانجیانگ وولینشان، کینگدائو لیوتینگ، سایپن، شانگهای هونگچیائو، شانگهای پودنگ، سیدنی، ووسو تائی‌یوان، تنگچونگ توفنگ، ناریتا، واتایی، ونچو یونگچیانگ، ووهان تیانهه، سانن شوفانگ، شی‌آن شیان‌یانگ، سینینگ کائوجیابو، شیشوانگبانا گاسا، یانتای چائوشوی، یینچوان هیدونگ، Zhaotong فصلی: سووارنابومی، انگوراه رای چارتر: دا نانگ، کرابی، سیم ریپ |
| هواپیمایی شرقی چین اجرا توسط شانگهای ایرلاینز   | سووارنابومی، هانگجو ژیاشان، شانگهای هونگچیائو |
| هواپیمایی جنوبی چین                             | اسخیپول آمستردام، آنشان تنگاو، بیهای فوچنگ، چانگچون لونگییا، Changde، چانگشا هوانگهوا، چنگدو شوانگلیو، چنگچینگ ییانگبی، دالیان ژووشویزی، داکینگ سارتیو، گانژو هوانگژین، بایون گوآنگجو، گایلین لیانگ‌جیانگ، لانگ‌دونگ‌بائو گوئی‌یانگ، هایکو میلان، هانگجو ژیاشان، هاربین تایپینگ، هیه، تان سون نهات، هنگ کنگ، ژی‌جیانگ، جییانگوشان، کورلا، کونمینگ چانگشوی، موهه گولیان، Nanchong، نانینگ ووژو، سانیا فونیکس، گیمپو، اینچئون، شانگهای هونگچیائو، شنینگ تخین، شنژن بن، تاشکند، تفلیس، امام خمینی، تونگرن فنگ‌هوانگ، اورومچی دیووپو، ووهان تیانهه، شی‌آن شیان‌یانگ، سینینگ کائوجیابو، یانجی چائویانگ‌چون، ییچون لیندو، یینچوان هیدونگ، ینینگ، ایوو، Zhangjiajie، ژنگژو سین‌ژنگ، زوهای سانزاهو، زونی زینزهو چارتر: بیرمنگام |
| هواپیمایی جنوبی چین اجرا توسط چونگ‌کینگ ایرلاینز | چنگچینگ ییانگبی، دکن شنگریلا |
| دلتا ایرلاینز                                   | متروپولیتن شهرستان وین دیترویت، سیاتل-تاکوما |
| Donghai Airlines                                | لانجو ژنگچوان |
| هواپیمایی مصر                                   | قاهره |
| ال عال                                          | بن گوریون |
| هواپیمایی امارات                                | دوبی |
| هواپیمایی اتیوپی                                | بوول |
| هواپیمایی اتحاد                                 | ابوظبی، چوبو سنترایر |
| اوا ایر                                         | تائویوان تایوان |
| فیجی ایرویز                                     | چارتر فصلی: نادی |
| فن‌ایر                                           | هلسینکی |
| Fuzhou Airlines                                 | فوژو چنگل |
| گارودا ایندونزیا                                | انگوراه رای، سوئکارنو-هتا |
| گرند چاینا ایر                                  | گایلین لیانگ‌جیانگ، هایلار دنگشان، هاربین تایپینگ، مودانجیانگ هایلانگ، یینچوان هیدونگ |
| هاینان ایرلاینز                                 | آلماتی، آنچینگ تیانژوشان، سووارنابومی، بائوتو ارلیبان، بلگراد نیکولا تسلا (آغاز از ۱۵ سپتامبر ۲۰۱۷)، برلین تگل، لوگان، بروکسل، کالگری، چانگچون لونگییا، چانگشا هوانگهوا، Changzhi، چنگدو شوانگلیو، اوهر شیکاگو، چنگچینگ ییانگبی، دالیان ژووشویزی، انگوراه رای، دونگینگ شنگلی، فوژو چنگل، بایون گوآنگجو، لانگ‌دونگ‌بائو گوئی‌یانگ، هایکو میلان، هانگجو ژیاشان، هوهوت بایتا، ایرکوتسک، جیاموسی دنگجیاو، کونمینگ چانگشوی، لانجو ژنگچوان، مک‌کاران، منچستر، مانژولی ضیاجیاو، شرمتیوو، نانچانگ چانگبی، نانینگ ووژو، نینگبو لیشه، پوکت، پراگ رازیون، پالکوو، سان خوزه، سانیا فونیکس، سیاتل-تاکوما، شانگهای هونگچیائو، شانگهای پودنگ، شنژن بن، تائویوان تایوان، بن گوریون، هانه‌دا، پیرسون تورنتو، اورومچی دیووپو، Weifang، ونچو یونگچیانگ، ووهای، ووهان تیانهه، زیامن گائوچی، شی‌آن شیان‌یانگ، سینینگ کائوجیابو، یانان شیلیپو، ییچانگ سانگسیا، Yulin |
| Hawaiian Airlines                               | بین الملی هونولولو |
| هنگ کنگ ایرلاینز                                | هنگ کنگ |
| هواپیمایی عراق                                  | بغداد، بصره |
| خطوط هوایی ژاپن                                 | هانه‌دا، ناریتا |
| ججو ایر                                         | دئگو |
| جونیائو ایرلاینز                                | شانگهای هونگچیائو |
| کاال‌ام                                          | اسخیپول آمستردام |
| کورین ایر                                       | گیمهی، ججو، گیمپو، اینچئون |
| Loong Air                                       | هانگجو ژیاشان |
| لوت پولیش ایرلاینز                              | شوپن ورشو |
| Lucky Air                                       | کونمینگ چانگشوی، دیهونگ مانگشی، تنگچونگ توفنگ |
| لوفت‌هانزا                                       | فرانکفورت، مونیخ |
| هواپیمایی ماهان                                 | امام خمینی |
| مالزی ایرلاینز                                  | کوالالامپور |
| میات مونگولین ایرلاینز                          | بویانت-اوخا |
| Nok Air                                         | پوکت |
| نورداستار                                       | یملیانو |
| هواپیمایی بین‌المللی پاکستان                     | بینظیر بوتو، جناح، اقبال لاهوری، ناریتا |
| فیلیپین ایرلاینز                                | کالیبو، نینوی آکوئینو |
| کانتاس                                          | سیدنی |
| هواپیمایی قطر                                   | حمد |
| چینگدائو ایرلاینز                               | کینگدائو لیوتینگ |
| اس۷ ایرلاینز                                    | ایرکوتسک، یملیانو، تولمچوا، اولان‌اوده، ولادی‌وستوک |
| هواپیمایی اسکاندیناوی                           | کپنهاگ |
| شاندونگ ایرلاینز                                | چنگچینگ ییانگبی، فوژو چنگل، جینان یاکیانگ، کینگدائو لیوتینگ، Rizhao، ویهای داشویبو، زیامن گائوچی، یانچنگ نانیانگ، یانتای چائوشوی، یینچوان هیدونگ، زوهای سانزاهو |
| شنژن ایرلاینز                                   | نانینگ ووژو، نانتونگ زینگدونگ، کانزای، کوانژو جینجیانگ، شنژن بن، سانن شوفانگ، شی‌آن شیان‌یانگ، شیانگیانگ لیوجی، ییچون مینگویشان |
| سیچوان ایرلاینز                                 | چنگدو شوانگلیو، چنگچینگ ییانگبی، هاربین تایپینگ، کونمینگ چانگشوی، پانژیهوا بائوآنیینگ، سانیا فونیکس، اورومچی دیووپو، وانچو ووچیاو، شیچانگ قینگشان، ژونگوی ژیانگشان |
| سنگاپور ایرلاینز                                | چانگی سنگاپور |
| سریلانکان ایرلاینز                              | باندرانیکی |
| سوئیس اینترنشنال ایرلاینز                       | زوریخ |
| تاگ آنگولا ایرلاینز                             | کواترو دو فرویرو |
| تاجیک ایر                                       | دوشنبه |
| تای ایرویز اینترنشنال                           | سووارنابومی، پوکت |
| تبت ایرلاینز                                    | لهاسا گونگار |
| هواپیمایی ترکمنستان                             | عشق‌آباد |
| ترکیش ایرلاینز                                  | آتاترک |
| هواپیمایی بین‌المللی اوکراین                     | بوریسپیل |
| یونایتد ایرلاینز                                | اوهر شیکاگو، لیبرتی نیوآرک، سانفرانسیسکو، دالس واشینگتن چارتر فصلی: انتونیو بی وان پت |
| اورال ایرلاینز                                  | سووارنابومی، کرابی, پالکوو، کولتسوو |
| ازبکستان ایرویز                                 | تاشکند |
| ویتنام ایرلاینز                                 | نوا به فصلی: کام رانح |
| ژیامن ایرلاینز                                  | چانگشا هوانگهوا، فوژو چنگل، هانگجو ژیاشان، کوانژو جینجیانگ، سانیا فونیکس، شانگهای هونگچیائو، وویی‌شان، زیامن گائوچی، زوشن پوتوشن |

### باری

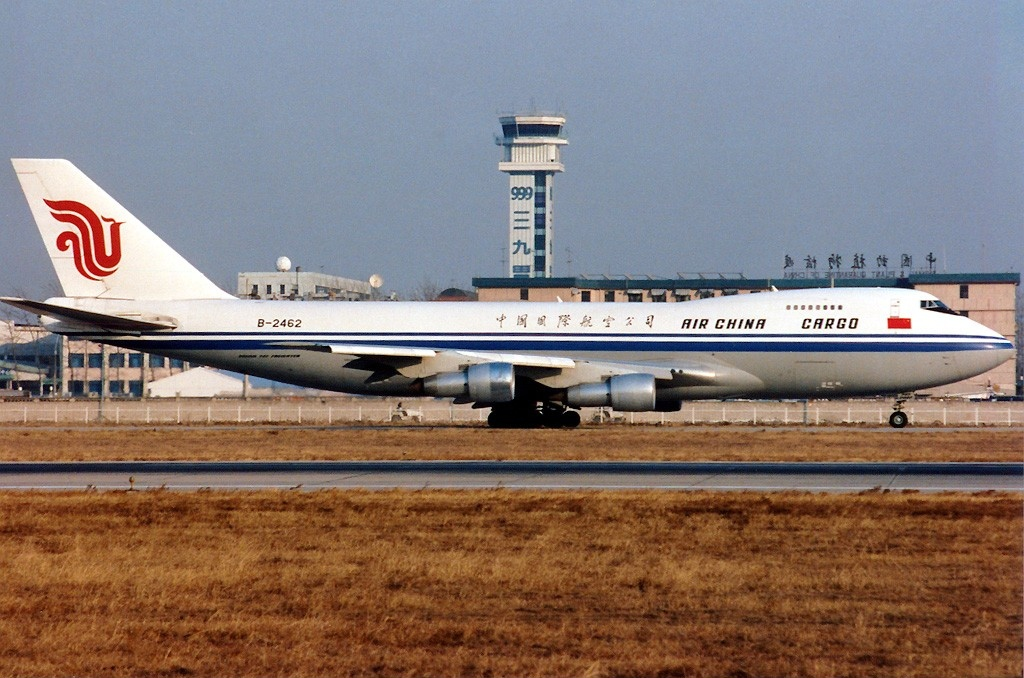
Air China Cargo aircraft at BCIA

| شرکت‌های هواپیمایی       | مقصدهای پروازی |
| ----------------------- | --- |
| AirBridgeCargo Airlines | شرمتیوو |
| Air China Cargo         | تد استیونز انکوریج، هارتسفیلد-جکسون آتلانتا، اوهر شیکاگو، فرانکفورت، لس‌آنجلس، شارل دوگل پاریس، پورتلند، اینچئون، گیمپو، شانگهای پودنگ، شانگهای هونگچیائو، ناریتا، هانه‌دا، تائویوان تایوان، نانجینگ لوکو |
| ایر هنگ‌کنگ              | هنگ کنگ |
| ایر کریو                | سونان |
| کارگولوکس               | لوگزامبورگ - فیندل |
| SF Airlines             | بایون گوآنگجو، هانگجو ژیاشان، شانگهای پودنگ، سانن شوفانگ، شنژن بن، ماکائو |
| چاینا پستال ایرلاینز    | شانگهای پودنگ، شنژن بن، بایون گوآنگجو، هانگجو ژیاشان، نانجینگ لوکو |
| هواپیمایی اتحاد         | ابوظبی، آلماتی |
| فدکس اکسپرس             | اینچئون، شانگهای پودنگ، کانزای |
| لوفت‌هانزا کارگو         | فرانکفورت |